# Sloche
Cet article concerne le breuvage. Pour le groupe de musique, voir Sloche (groupe). Pour la neige mouillée, voir Névasse.
La Sloche est un breuvage glacé vendu dans la chaîne québécoise de dépanneur Couche-Tard (comprenant aussi Mac's et Circle K en dehors du Québec). Elle emprunte un concept similaire à la traditionnelle Slush Puppie. Au Québec, le terme (sous cette orthographe francisée ou la forme originale slush) est utilisé pour désigner les barbotines en général.

## Publicité
Sloche a produit plusieurs publicités « agressives » et parfois controversées lors de campagnes publicitaires. Les verres de plastique de Sloche sont couverts de citations et slogans humoristiques tels que : « Aucun animal n'a testé ce produit avant vous » ou « Une source de 8 nutriments non essentiels ». Couche-Tard a également vendu des jujubes sous la marque Sloche. Toutefois, ils furent retirés à la suite d'allégations de racisme,.

## Saveurs
Toutes les saveurs de Sloche portent un nom humoristique et faisant référence à la couleur de celle-ci. Elles visent généralement à provoquer une réaction de dégoût chez les consommateurs, avec des saveurs telles que « Goudron sauvage » et « Crème à barbe ». Il s’agit d’une décision de marketing qui plait aux adolescents et qui favorise la vente. La vraie saveur des boissons est toutefois un arôme plus traditionnel, comme cerise ou pêche. 
Chaque 7 mai, depuis l'an 2000, une nouvelle sorte de Sloche est produite et celle-ci reste en magasin pour environ un an ou plus. À partir de 2015, les boissons sont nommées directement selon leur couleur afin d’attirer une nouvelle clientèle.
Ci-dessous se trouve une liste partielle des saveurs courantes et discontinuées de Sloche:
- Windchire Washeur (2000), anciennement Schtroumpf Écrasé, renommée à la suite de soucis de droits d'auteur : la saveur réelle est framboise bleue (en).
- Sang Froid (2000): la saveur réelle est cerise.
- Goudron Sauvage (2001): la saveur réelle est limonade.
- Poussin Frappé (2002): la saveur réelle est baies.
- Rosebeef (2003): la saveur réelle est pêche.
- Swompe (2004): la saveur réelle originale était fraise-kiwi, mais elle fut changée pour pomme verte.
- Cheddar Tropical (2005): la saveur réelle est pomme sure.
- Liposuccion (2006): la saveur réelle est fruit de la passion.
- Gadoue (2007): la saveur réelle est baies sauvages.
- Wontong (2008): la saveur réelle est thé glacé.
- Sloche 10e anniversaire (2009): la saveur réelle est pomme sure.
- Paparmane (2010): la saveur réelle est raisin.
- Crème À Barbe (2012): la saveur réelle est crème à l'orange.
- Ouananiche (2013): cette Sloche n'a jamais existé, elle fut créée en guise de Poisson d'Avril.
- Pizzaghetti (2013): la saveur réelle de la moitié « Pizza » est fraise, et la moitié « Ghetti » est kiwi.
- Savon (2014): la saveur réelle est pastèque.

Les saveurs Bomme Galoune, Full Zinzin et Gazon Maudit apparaissent seulement dans de l'ancien matériel promotionnel. Full Zinzin est également apparue brièvement dans une publicité télévisée pour Goudron Sauvage. Cependant, ces saveurs ne sont que très rarement mentionnées dans les archives promotionnelles.